# Montenegro nos Jogos Olímpicos de Inverno de 2022
Montenegro participou dos Jogos Olímpicos de Inverno de 2022, realizados em Pequim, na China.
Foi a quarta aparição do país em Olimpíadas de Inverno. Foi representado por três atletas: Eldar Salihović e Jelena Vujicic, no esqui alpino, Aleksandar Grbovic, no esqui cross-country.

## Competidores
Esta foi a participação por modalidade nesta edição:
| Esporte             | Masculino | Feminino | Total |
| ------------------- | --------- | -------- | ----- |
| Esqui alpino        | 1         | 1        | 2     |
| Esqui cross-country | 1         | 0        | 1     |
| Total               | 2         | 1        | 3     |

## Desempenho

### Esqui alpino
Masculino
| Atleta          | Evento         | Descida 1 | Descida 1 | Descida 2 | Descida 2 | Total   | Total  | Total | Ref.  |
| Atleta          | Evento         | Tempo     | Pos.      | Tempo     | Pos.      | Tempo   | Dif.   | Pos.  | Ref.  |
| --------------- | -------------- | --------- | --------- | --------- | --------- | ------- | ------ | ----- | ----- |
| Eldar Salihović | Slalom         | 1:09.61   | 50        | 1:02.21   | 39        | 2:11.82 | +27.73 | 42    | [ 4 ] |
| Eldar Salihović | Slalom gigante | 1:18.84   | 47        | 1:22.70   | 42        | 2:41.54 | +32.19 | 41    | [ 5 ] |

Feminino
| Atleta         | Evento         | Descida 1 | Descida 1 | Descida 2   | Descida 2   | Total       | Total       | Total       | Ref.  |
| Atleta         | Evento         | Tempo     | Pos.      | Tempo       | Pos.        | Tempo       | Dif.        | Pos.        | Ref.  |
| -------------- | -------------- | --------- | --------- | ----------- | ----------- | ----------- | ----------- | ----------- | ----- |
| Jelena Vujicic | Slalom         | DNF       | DNF       | Não avançou | Não avançou | Não avançou | Não avançou | Não avançou | [ 6 ] |
| Jelena Vujicic | Slalom gigante | DNF       | DNF       | Não avançou | Não avançou | Não avançou | Não avançou | Não avançou | [ 7 ] |

### Esqui cross-country
Masculino
| Atleta             | Evento                | Qualificatório | Qualificatório | Quartas     | Quartas     | Semifinal   | Semifinal   | Final       | Final       | Final       | Ref.  |
| Atleta             | Evento                | Tempo          | Pos.           | Tempo       | Pos.        | Tempo       | Pos.        | Tempo       | Dif.        | Pos.        | Ref.  |
| ------------------ | --------------------- | -------------- | -------------- | ----------- | ----------- | ----------- | ----------- | ----------- | ----------- | ----------- | ----- |
| Aleksandar Grbovic | 15 km clássico        | —              | —              | —           | —           | —           | —           | 52:44.9     | +14:50.1    | 93          | [ 8 ] |
| Aleksandar Grbovic | Velocidade individual | 3:24.12        | 84             | Não avançou | Não avançou | Não avançou | Não avançou | Não avançou | Não avançou | Não avançou | [ 9 ] |

Legenda
| Recorde mundial      | Recorde mundial (World record)               |                       | Recorde africano                      | Recorde africano (African) |                                           | Q | Classificado por posição (Qualified) |
| Recorde olímpico     | Recorde olímpico (Olympic record)            | Recorde da América    | Recorde da América (Americas)         | q                          | Classificado por melhor tempo (Qualified) |   |                                      |
| Melhor marca do ano  | Melhor marca do ano (World leading)          | Recorde asiático      | Recorde asiático (Asian)              | DNS                        | Não largou (Did not start)                |   |                                      |
| Recorde nacional     | Recorde nacional (National record)           | Recorde europeu       | Recorde europeu (European)            | DNF                        | Não terminou (Did not finish)             |   |                                      |
| Recorde pessoal      | Recorde pessoal do atleta (Personal best)    | Recorde da Oceania    | Recorde da Oceania (Oceania)          | DSQ / DQ                   | Desclassificado (Disqualified)            |   |                                      |
| Recorde da temporada | Recorde da temporada do atleta (Season best) | Recorde sul-americano | Recorde sul-americano (South America) | NM                         | Sem marca (No mark)                       |   |                                      |